# Duke Nukem
Duke Nukem é um jogo de plataforma criado e distribuído por Apogee Software (agora 3D Realms), apresentando as aventuras de Duke Nukem. O jogo é de Julho de 1991.

## História
O jogo se passa no ano 1997 (o "futuro próximo", relacionado a época em que o jogo foi lançado). Dr. Proton é um louco determinado a dominar o mundo com seu exército de Techbots. Duke Nukem, o herói, é contratado pela CIA para detê-lo. O primeiro episódio tem lugar na devastada cidade de Nova Iorque (chamada de Shrapnel City no jogo). No segundo episódio, Dr. Proton segue para a sua secreta base lunar. No terceiro episódio, Dr. Proton escapa para o futuro, Duke o persegue através do tempo, para colocar um fim nas loucuras do inimigo.

## O jogo
O principal objetivo do jogo é chegar à saída de cada nível, destruindo inimigos e recolhendo pontos. O jogo fez fama, na época de seu lançamento, devido ao seu nível de design inteligente. Além disso, permite que muitos objetos na tela possam ser baleados: os obstáculos, assim como inimigos, podem ser destruídos por tiros. Além de pontos, alguns upgrades colecionáveis incluem saúde, powerups, inventário e alguns itens com habilidades especiais.
Ao final de cada nível (com exceção do último nível, em cada episódio), o jogador pode receber até 10000 pontos bônus, recebidos por fazer certas conquistas em cada nível, tais como destruir todas as câmeras.